# Promenade Sir-George-Étienne-Cartier
La promenade Sir-George-Étienne-Cartier ( Anglais : Sir George-Étienne Cartier Parkway), anciennement connue sous le nom de Rockcliffe Parkway, est une promenade à Ottawa, en Ontario, au Canada.

## Description de l'itinéraire
La promenade débute à l'extrémité de la promenade Sussex et suit la rivière des Outaouais. Elle traverse ensuite le parc Rockcliffe et passe devant le Musée de l'aviation du Canada. Environ 200 mètres après avoir dépassé Lower Duck Island, elle tourne vers le sud, passant au-dessus de la route régionale 174. Elle se termine à l'intersection entre le boulevard St. Joseph et le chemin Bearbrook.
Étant une route fédérale, la promenade est surveillée par la GRC plutôt que par le Service de police d'Ottawa. La limite de vitesse affichée est de 60 kilomètres par heure (37 mi/h) sur toute sa longueur.

## Histoire
En 2015, la promenade Rockliffe a été renommée en l'honneur de l'un des Pères de la Confédération du Canada, Sir George-Étienne Cartier. 